# Антико (Мачерата)
Антико (итал. Antico) насеље је у Италији у округу Мачерата, региону Марке.
Према процени из 2011. у насељу је живело 27 становника. Насеље се налази на надморској висини од 562 м.